# Assassinat de Hrant Dink

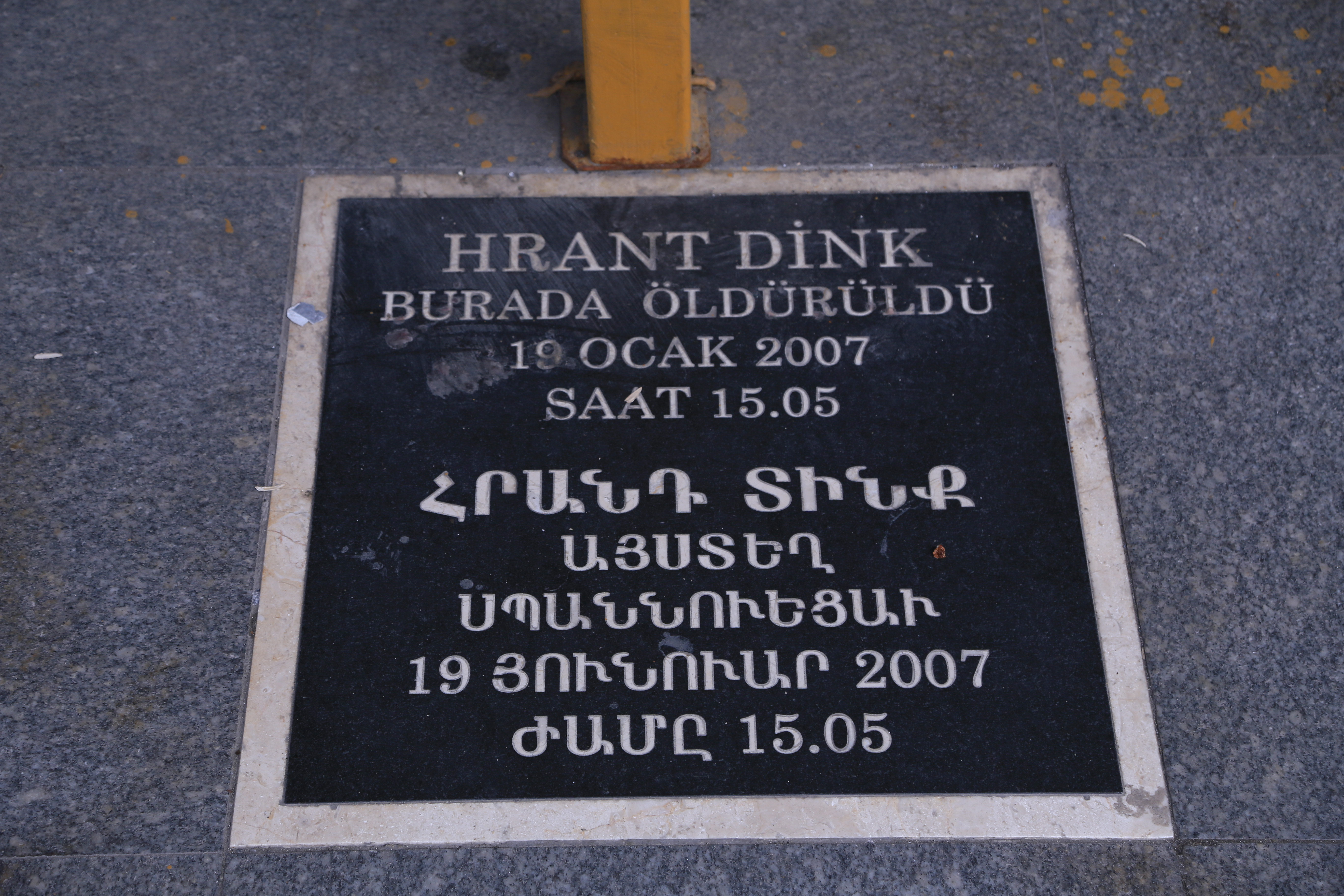
Plaque déposée sur le lieu de l'assassinat.
Hrand Dink
fut assassiné ici
le 19 janvier 2007
à 15 heures 05.

L’assassinat de Hrant Dink (en turc Hrant Dink suikastı), un journaliste et écrivain turc d'origine arménienne, a été perpétré par le nationaliste Ogün Samast le 19 janvier 2007, devant le siège de l'hebdomadaire Agos dans la rue Halaskârgazi du district de Şişli à Istanbul.
Cet assassinat est à l'origine de manifestations très importantes en Turquie et dans le monde, dont les effets sont encore visibles lors du mouvement protestataire de 2013. Au-delà des discours et des actions violentes de nationalistes turcs, la mort de Hrant Dink soulève des questions sur la situation de vulnérabilité dans laquelle travaillent de nombreux journalistes en Turquie, la liberté de la presse et de façon générale les libertés fondamentales.

## Déroulement de l'assassinat
Le 19 janvier 2007, Hrant Dink, directeur de la publication d’Agos, sort des locaux du journal. Il est abattu de dos à bout portant de trois balles dans la tête. Serkis Seropyan, journaliste de la rédaction, présent dans les locaux, confirme avoir entendu trois coups de feu. Une surveillance et un contrôle accrus sont mis en place dans les autobus, les métros, les bateaux et embarcadères du secteur. Le corps de Hrant Dink est recouvert d'un drap blanc maintenu au sol avec quatre briques. Deux personnes sont arrêtées sur la place Taksim, mis en garde à vue et interrogés par la police antiterroriste. La chaîne de télévision NTV indique que la police est à la recherche d'un adolescent portant un blouson en jean et une casquette blanche. À la levée du corps, les personnes présentes applaudissent et scandent « Vive l'amitié entre les peuples », « l'État assassin rendra des comptes » et « les Hrant ne meurent jamais ».
Le 20 janvier 2007 les autorités rendent publics les enregistrements réalisés par une caméra de surveillance. On y voit un jeune homme courir en tenant ses mains sur sa ceinture, où la présence d'une arme est évoquée. En fin d'après-midi le préfet d'Istanbul Muammer Güler annonce que les caméras de surveillance ont permis d'identifier Ogün Samast comme étant le principal suspect. C'est le père de ce dernier qui l'a reconnu sur les images diffusées à la télévision et qui a prévenu la police.
Le 21 janvier 2007 le préfet Güler annonce l'arrestation d'Ogun Samast. Il est appréhendé dans le car qui le menait à Trabzon.

## Commémoration populaire
À Istanbul, plus de 100000 personnes défilent le jour de ses obsèques.

## Procès
En juillet 2011, Ogün Samast (mineur au moment des faits) est condamné à 23 ans de prison.
Le 26 mars 2021, un tribunal d’Istanbul condamne  à la prison à vie pour leur implication dans le meurtre du journaliste Ali Fuat Yilmazer et Ramazan Akyürek, ex-chefs de la police, ainsi que Yavuz Karakaya et Muharrem Demirkale, deux ex-responsables de la gendarmerie. D'anciens chefs de la police d’Istanbul et de Trabzon (nord-est) ont été acquittés pour prescription des faits.
Les commanditaires, vraisemblablement des membres haut placés dans l'appareil d’État, n'ont jamais été identifiés.
L’assassin de Hrant Dink obtient une libération conditionnelle pour bonne conduite en novembre 2023. Cette décision conduit à des réactions indignées dans l'opposition turque. Özgür Özel, le dirigeant du Parti républicain du peuple (CHP), déclare :  « Il y a dix-sept ans, ils ont tué une colombe et, depuis, quelqu'un a relâché un tueur de colombe. Les responsables de ce meurtre n'ont toujours pas été jugés, ni les donneurs d'ordre ni ceux qui ont choisi un mineur pour tuer. La partie sombre et profonde du pouvoir est toujours là. »